# 129101 Geoffcollyer
129101 Geoffcollyer este un asteroid din centura principală de asteroizi.

## Descriere
129101 Geoffcollyer este un asteroid din centura principală de asteroizi. A fost descoperit pe 9 decembrie 2004 la Observatorul Jarnac din Vail-Jarnac. Asteroidul prezintă o orbită caracterizată de o semiaxă mare de 3,04 ua, o excentricitate de 0,08 și o înclinație de 1,1° în raport cu ecliptica.